# Oskar znanja
Oskar znanja hrvatska je državna nagrada koja se svake godine dodjeljuje učenicima za izniman uspjeh i postignute rezultate na državnim i međunarodnim natjecanjima u znanju, te državnom natjecanju glazbe i plesa.

## O nagradi
Nagradu od 2005. godine dodjeljuju Agencija za odgoj i obrazovanje i Ministarstvo znanosti i obrazovanja u suradnji s Hrvatskom zajednicom županija.
Dodjeljuje se učenicima pobjednicima državnih natjecanja i onima koji su osvojili jedno od prva tri mjesta na međunarodnim natjecanjima u znanju, te učenicima i studentima glazbenih i plesnih škola i muzičkih akademija koji su osvojili prve nagrade i prva mjesta na državnim natjecanjima glazbe i plesa. Učiteljima i nastavnicima mentorima za njihov rad s učenicima dodjeljuju se zahvalnice.
Kipiće Oskara znanja izrađivali su Vlasta Zelenko Sokolić, Nenad Sokolić i Alem Korkut, a od 2015. godine izrađuju ih učenici Centra za odgoj i obrazovanje Čakovec u suradnji sa Srednjom školom August Šenoa iz Garešnice.

## Vanjske poveznice
Mrežna mjesta
- Oskar znanja, službeno mrežno mjesto
- Agencija za odgoj i obraovanje, službeno mrežno mjesto